# Hirvo Surva

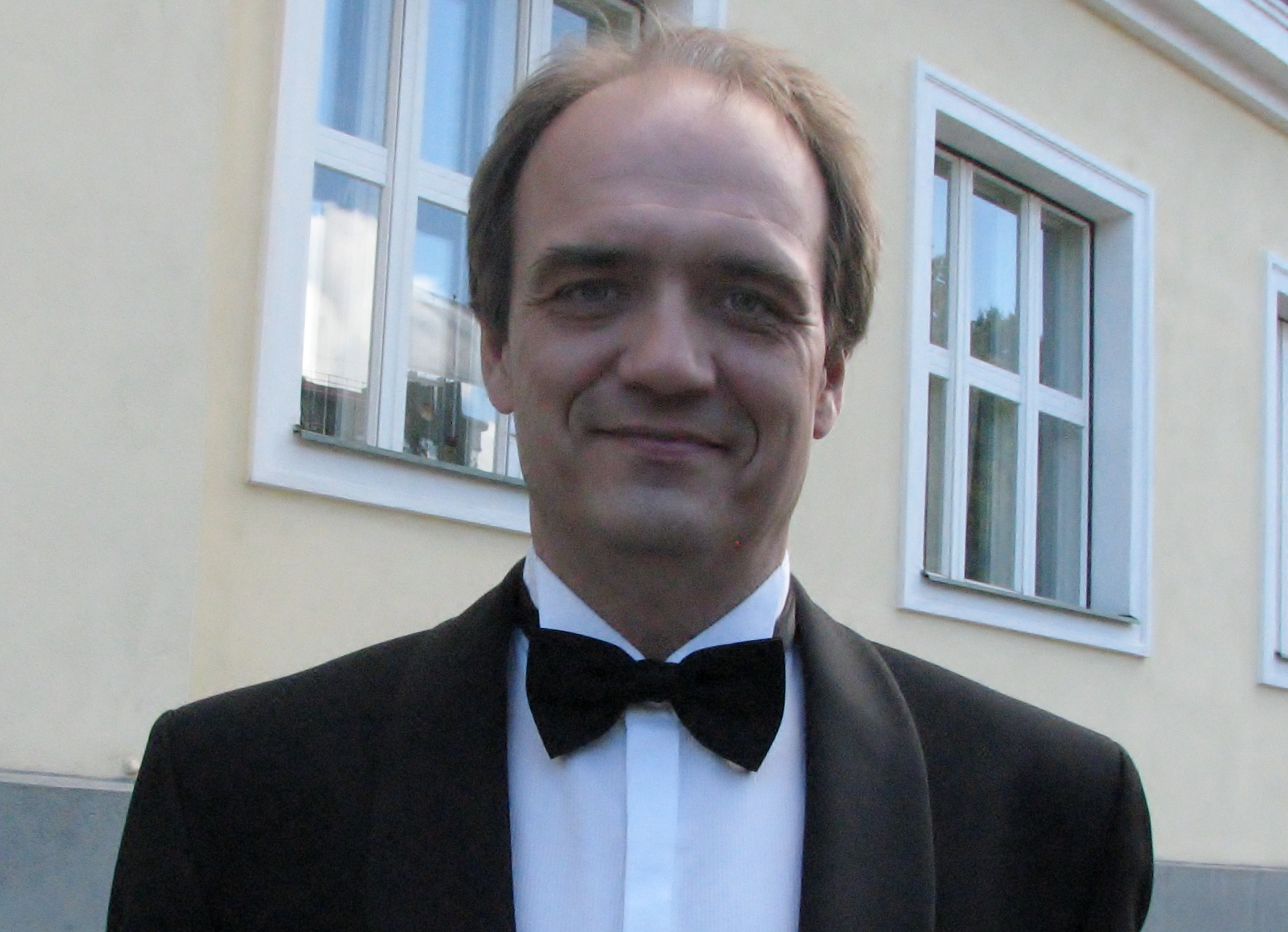
Hirvo Surva in 2012

Hirvo Surva (Kohtla-Järve, Estische SSR, 2 juli 1963) is een Estse koordirigent. Hij is de hoofddirigent van het Nationaal Operakoor van Estland, het Nationaal Jongensoperakoor van Estland, het Revalia Male Chamber Choir en het Verenigd Ests Jongenskoor 'Kalev'.

## Leven en werk
Hirvo Surva werd op 2 juli 1963 in Estland geboren toen het land een Sovjetrepubliek was en een grote toestroom van Russische immigranten kende. Surva kwam al vroeg in aanraking met koormuziek en dirigeerde al op 15-jarige leeftijd voor het eerst een koor. Op 17-jarige leeftijd loodste hij het plaatselijke Kiise-vrouwenkoor naar het Laulupidu van 1980, het vijfjaarlijkse nationale zangfeest van de Esten.
Na deze eerste ervaringen begon Surva aan de Georg Orts muziekschool in Tallinn voor koordirigent te studeren waar hij in 1983 afstudeerde. Tot 1990 studeerde hij aansluitend voor hetzelfde vak op de Estse Muziek- en Theateracademie. Vanaf 1991 begon hij actief mee te werken aan de organisatie van de Estische zangfeesten als dirigent en werkte ook mee aan de Zangfeesten voor de jeugd. In 1998 en 2003 was hij voor de respectievelijk 7e en 8e editie de artistieke directeur. In 2014 dirigeerde hij het 27e Laulupidu en was ook artistiek directeur van het evenement.

## Prijzen
- 2001 Bijzondere prijs voor 'Beste Dirigent' op het Tallinn International Choir Festival 2001.
- 2003 Bijzondere prijs voor 'Beste Dirigent' op het Tallinn International Choir Festival 2003.
- 2003 Cornwall International Male Voice Choral Festival met het Revalia Male Chamber Choir: 1ste prijs en Grand Prix.
- 2003 Estse 'Dirigent van het jaar'.
- 2004 Eremedaille van Rakvere.
- 2005 15th International S. Šimkus Choir Competition in Klaipeda, Litouwen: 1e prijs en Grand Prix.
- 2008 wedstrijd van Estonian Male Choir Association: 1e prijs.
- 2008 Europees Muziekfestival voor de Jeugd in Neerpelt, België: 1e prijs.
- 2012 Gustav Ernesaksprijs voor dirigenten.

- MusicBrainz: a4d335ed-3b17-432e-b100-fa67ac76cbc5
- Virtual International Authority File: 6149542632800300981